# Малые спутники
Малые спутники — тип искусственных спутников земли, имеющих малые размеры и массу. Обычно малыми считают спутники с массой менее 0,5—1 тонны. Существует более подробная классификация типов в зависимости от массы.
Запуск малых спутников на орбиту может производиться более простыми ракетами (например, РН на базе МБР) или в качестве дополнительной нагрузки к обычным спутникам.

## Классификация

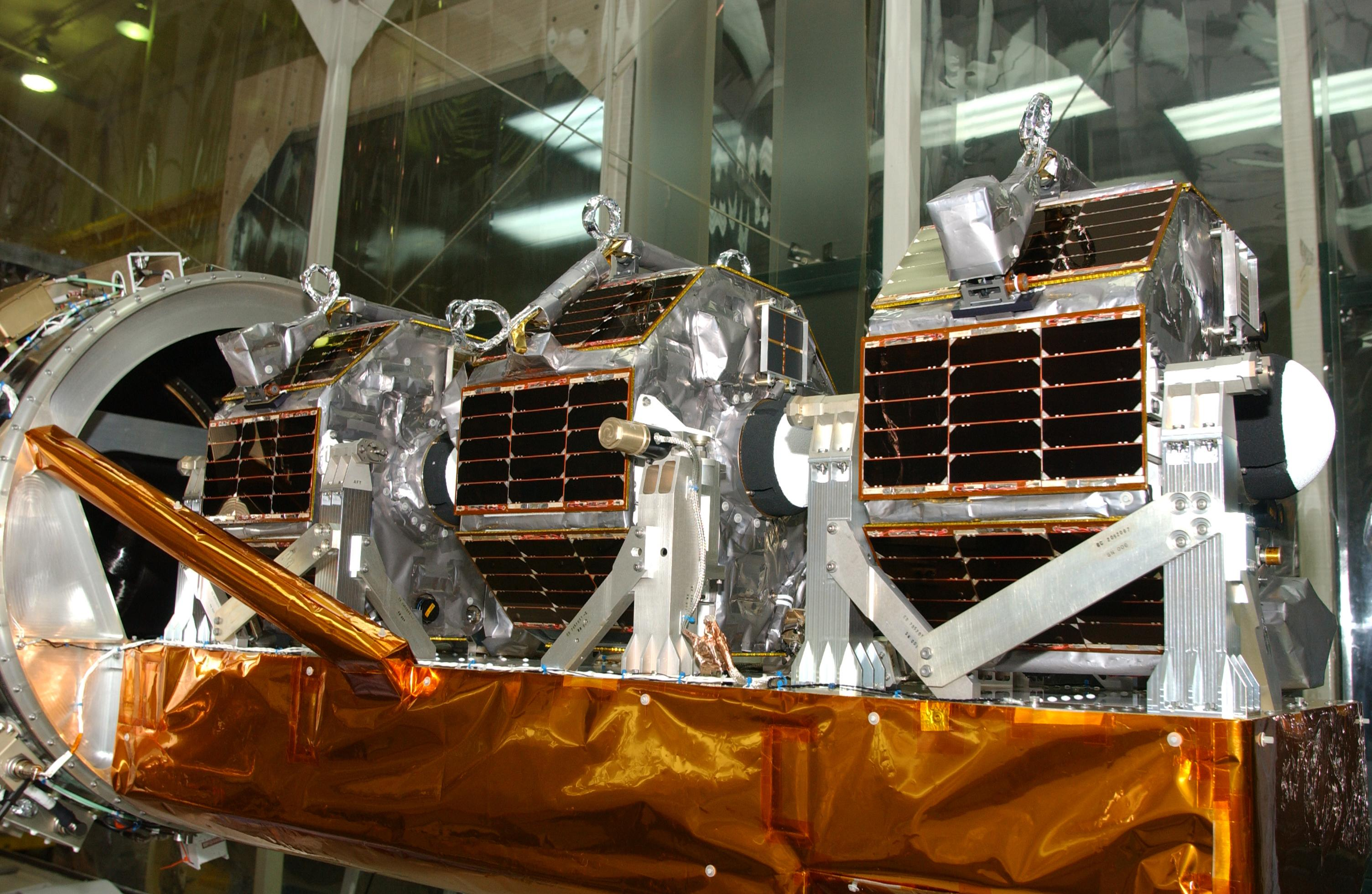
Три микроспутника Space Technology 5 (ST5)

### Миниспутники
Миниспутники имеют полную массу (вместе с топливом) от 100 до 500 кг. Также к миниспутникам иногда относят т. н. «лёгкие спутники» массой от 500 до 1000 кг. Такие спутники могут использовать платформы, компоненты, технологии обычных «больших» спутников. Именно миниспутники часто понимаются под общим определением «малые спутники».

### Микроспутники
Микроспутники имеют полную массу от 10 до 100 кг (иногда термин применяется и к немного более тяжёлым аппаратам).

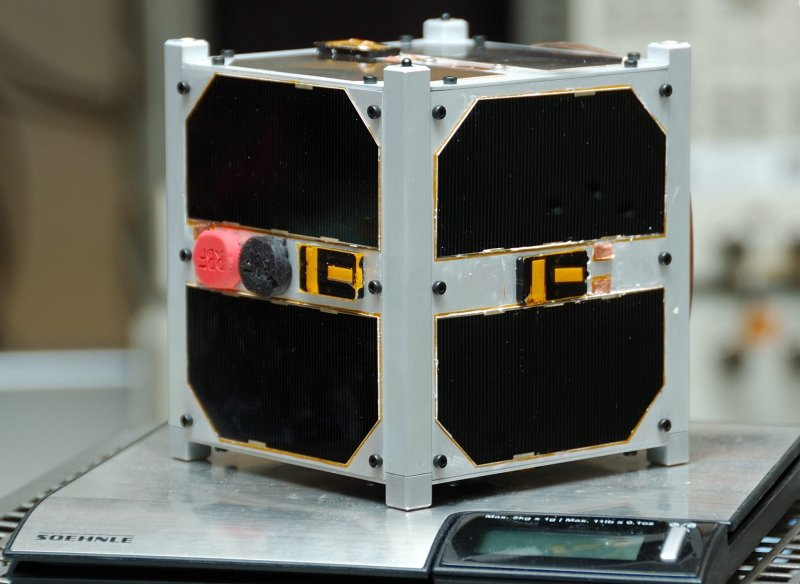
Наноспутник — ESTCube-1

### Наноспутники
Наноспутники имеют массу от 1 до 10 кг. Часто проектируются для работы в группе (в рое), некоторые группы требуют наличия более крупного спутника для связи с Землёй.
Несмотря на малый размер, современные наноспутники имеют широкую область применения: от попыток дистанционного зондирования Земли до космических наблюдений:
- Отработка новейших технологий, методов и программно-аппаратных решений;
- Образовательные программы;
- Экологический мониторинг;
- Исследования геофизических полей;
- Астрономические наблюдения.

### Пикоспутники

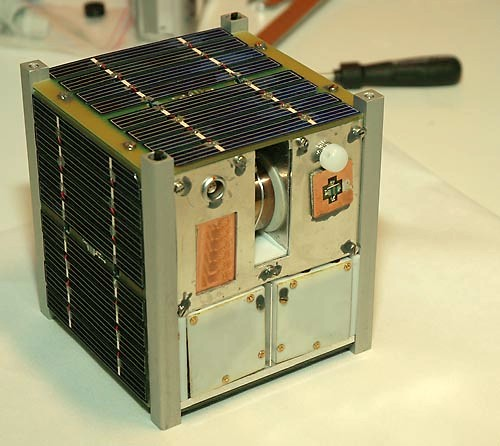
Норвежский пикоспутник NCUBE2, созданный по стандарту CubeSat

Пикоспутниками называют спутники с массой от 100 г до 1 кг. Обычно проектируются для работы в группе, иногда с наличием более крупного спутника. Спутники формата CubeSat (Кубсат) имеют объём в литр и массу около килограмма и могут считаться либо крупными пикоспутниками, либо лёгкими наноспутниками. Кубсаты запускаются по нескольку штук за раз и имеют стоимость выведения в несколько десятков тысяч долларов США. Спутники формата покеткуб, имеющие объём 1/8 литра, также часто попадают в диапазон веса пикоспутников.

### Фемтоспутники
Фемтоспутники имеют массу до 100 грамм. Как и пикоспутники относятся к сверхмалым космическим аппаратам.
Спутники формата Покеткуб (буквально карманный куб) имеют массу в несколько сотен или десятков граммов и размерность в несколько сантиметров и могут считаться либо фемтоспутниками, либо лёгкими пикоспутниками. Несколько покеткубов могут компоноваться и запускаться в контейнерном месте и по цене одного кубсата, то есть за несколько тысяч долларов США каждый. Столь низкая стоимость и унификация платформ и комплектующих позволяют разрабатывать и запускать кубсаты университетам и даже школам, небольшим частным компаниям и любительским объединениям, а покеткубы — частным лицам.

## Применение
Малые космические аппараты могут применяться для:
- исследования систем связи;
- калибровки РЛС и оптических систем контроля космического пространства (в том числе пассивные КА)[7];
- дистанционного зондирования Земли (ДЗЗ);
- исследования тросовых систем;
- в образовательных целях.

## Запуск спутников
Существует три основных способа запуска таких спутников на орбиту. Первый, самый распространенный — в качестве попутной нагрузки на большой ракете-носителе (РН) (напр., компания SpaceX предлагает такие запуски по цене от 1 млн долларов).
Второй способ — кластерные запуски, в которых в космос отправляются сразу десятки или даже сотни маленьких спутников.
И, наконец, в последние годы появилась возможность запуска спутника на РН сверхлегкого класса «Электрон» компании Rocket Lab (этот способ самый удобный для заказчика, но, одновременно, и самый дорогой: отдельная ракета обходится в более чем 5 млн долл.).
Кластерные и попутные запуски имеют две схожие проблемы. Во-первых, готовности ракеты и других спутников приходится ждать месяцами, а иногда — годами. Во-вторых, в этих случаях невозможно обеспечить доставку спутника на четко заданную орбиту — она будет определяться орбитой основной полезной нагрузки или других спутников. 
Также, для вывода кубсатов и покеткубов разрабатываются сверхмалые РН — наноносители.
За период с 1990 по 2003 год на орбиту было выведено 64 малых спутника с массой менее 30 кг, из них 41 — США.